# Blanchefosse
Pour l’article homonyme, voir Blanchefosse-et-Bay.
Blanchefosse est le chef-lieu de la commune de Blanchefosse-et-Bay et une ancienne commune française, située dans le département des Ardennes en région Grand Est.
Elle fusionne avec la commune de Bay, le 29 décembre 1973, pour former la commune de Blanchefosse-et-Bay.

## Géographie
La commune avait une superficie de 15,06 km2

## Histoire
Par arrêté préfectoral du 20 décembre 1973, la commune de Bay est rattachée le 29 décembre 1973 à la commune de Blanchefosse sous la forme de fusion-association pour former la commune de Blanchefosse-et-Bay.

## Administration
| Période    | Période | Identité        | Étiquette | Qualité                                                       |
| ---------- | ------- | --------------- | --------- | ------------------------------------------------------------- |
| en 1678    |         | Antoine Blin    |           | vitrier, marchand                                             |
| avant 1902 |         | Edmond Bontemps |           | Cultivateur, conseiller d'arrondissement du Canton de Rumigny |

## Démographie
| 1793 | 1800 | 1806 | 1821 | 1831 | 1836 | 1841 | 1846 | 1851 |
| ---- | ---- | ---- | ---- | ---- | ---- | ---- | ---- | ---- |
| 431  | 468  | 499  | 585  | 720  | 746  | 790  | 804  | 787  |

| 1856 | 1861 | 1866 | 1872 | 1876 | 1881 | 1886 | 1891 | 1896 |
| ---- | ---- | ---- | ---- | ---- | ---- | ---- | ---- | ---- |
| lac. | lac. | 729  | 655  | 623  | 570  | 572  | 552  | 449  |

| 1901 | 1906 | 1911 | 1921 | 1926 | 1931 | 1936 | 1946 | 1954 |
| ---- | ---- | ---- | ---- | ---- | ---- | ---- | ---- | ---- |
| 430  | 386  | 347  | 313  | 367  | 317  | 314  | 288  | 262  |

| 1962 | 1968 | 1975 | 1982 | 1990 | 1999 | 2008 | 2013 | - |
| ---- | ---- | ---- | ---- | ---- | ---- | ---- | ---- | - |
| 220  | 210  | -    | -    | 115  | 95   | 97   | 102  | - |

Histogramme

(élaboration graphique par Wikipédia)

## Lieux et monuments
- Église Saint-Jean-Baptiste.